# Lazar Krestin

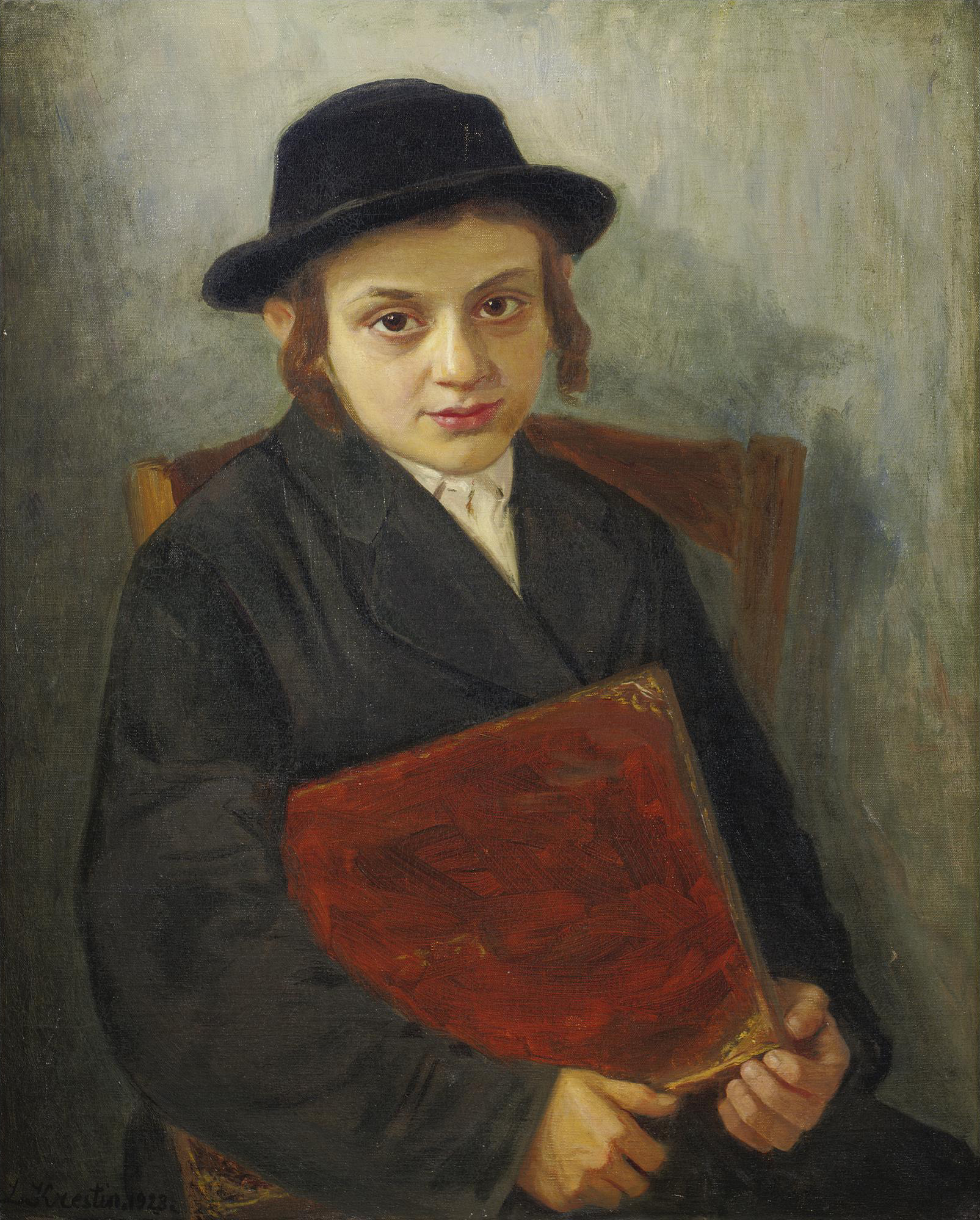
Portrait d'un garçon juif (1923)

Lazar Krestin, né le 10 septembre 1868 à Kovno (Kaunas) en Lituanie et mort le 28 février 1938 à Vienne (Autriche), est un peintre juif, élève d'Isidor Kaufmann.

## Biographie
Lazar Krestin, est né le 10 septembre 1868 à Kovno (Kaunas). Son père enseigne le Talmud.

### Éducation
Il étudie à l'école de dessin de Vilnius. Il étudie ensuite à l'Académie des beaux-arts de Vienne puis à l'Académie des beaux-arts de Munich. C'est un des élèves les plus importants du peintre Isidor Kaufmann.

### Travail
Il travaille à Munich, Autriche, puis va à Jérusalem à l'École des beaux-arts Bezalel, à la demande son fondateur Boris Schatz. Il retourne plus tard à Vienne.